# Ammothella panamensis
Ammothella panamensis is een zeespin uit de familie Ammotheidae. De soort behoort tot het geslacht Ammothella. Ammothella panamensis werd in 2004 voor het eerst wetenschappelijk beschreven door Child. 